# Escobaria lloydii
Escobaria lloydii ist eine Pflanzenart in der Gattung Escobaria aus der Familie der Kakteengewächse (Cactaceae). Das Artepitheton lloydii ehrt den aus Großbritannien stammenden Zytologen Francis Ernest Lloyd (1868–1947).

## Beschreibung
Escobaria lloydii wächst mit mehreren Trieben und bildet häufig Polster. An den Trieben befinden sich verkorkte kahle Warzen. Die mehreren kräftigen Mitteldornen sind bis zu 2 Zentimeter lang. Ihre etwa 20 schlanken und ausstrahlenden Randdornen sind weiß.
Die grünlichen Blüten sind bis zu 2,5 Zentimeter lang. Die roten, kugelförmigen Früchte weisen Längen von 6 bis 12 Millimeter auf.

## Verbreitung, Systematik und Gefährdung
Escobaria lloydii ist im mexikanischen Bundesstaat Zacatecas verbreitet.
Die Erstbeschreibung durch Nathaniel Lord Britton und Joseph Nelson Rose wurde 1923 veröffentlicht. Nomenklatorische Synonyme sind Coryphantha lloydii (Britton & Rose) Fosberg (1931) und Neobesseya lloydii (Britton & Rose) Lodé (2013).
Escobaria lloydii ist nur unzureichend bekannt.
In der Roten Liste gefährdeter Arten der IUCN wird die Art mit „Data Deficient (DD)“, d. h. mit keinen ausreichenden Daten geführt.

## Nachweise